# Eyyal
Eyyal es una ciudad censal situada en el distrito de Thrissur en el estado de Kerala (India). Su población es de 6727 habitantes (2011). Se encuentra a 21 km de Thrissur y a 85 km de Kozhikode.

## Demografía
Según el censo de 2011 la población de Eyyal era de 6727 habitantes, de los cuales 3097 eran hombres y 3630 eran mujeres. Eyyal tiene una tasa media de alfabetización del 94,25%, superior a la media estatal del 94%: la alfabetización masculina es del 96,24%, y la alfabetización femenina del 92,59%.